# Sante Marie
Sante Marie – miejscowość i gmina we Włoszech, w regionie Abruzja, w prowincji L’Aquila.
Według danych na rok 2004 gminę zamieszkiwało 1340 osób, 33,5 os./km².